# Hermann von Fehling
Hermann von Fehling (Lübeck, 9 de junio de 1812 - Stuttgart, 1 de julio de 1885) fue un químico alemán, famoso por ser el descubridor del reactivo de Fehling utilizado para la estimación del azúcar. Es padre del ginecólogo y obstetra Hermann Fehling.

## Biografía
Hermann von Fehling nació en Lübeck. Con la intención de dedicarse a la farmacia, entró en la Universidad de Heidelberg hacia 1835. Después de graduarse fue a Gießen como preparador de Justus von Liebig, con quien aclaró la composición de paraldehído y metaldehído. En 1839, por recomendación de Liebig, fue nombrado presidente de la cátedra de química del politécnico de Stuttgart, cargo que ocupó durante más de 45 años. Murió en Stuttgart en 1885.
Su trabajo anterior incluyó una investigación sobre el ácido succínico y la preparación de cianuro de fenilo (más conocido como benzonitrilo), el nitrilo más simple de la serie aromática. Más tarde se dedicó principalmente a cuestiones de tecnología y salud pública más que a la química pura.
Entre los métodos analíticos que elaboró, el más conocido es el de la estimación de azúcares. Conocida como solución o reactivo de Fehling, es una solución de sulfato de cobre mezclado con un álcali y sal de Seignette. Fue colaborador del Handwörterbuch de Liebig, Friedrich Wöhler y Johann Christian Poggendorff, así como del Libro de texto de química Graham-Otto. Durante muchos años fue miembro del comité de revisión de la Pharmacopoeia Germanica.